# Quota periscopio
Quota Periscopio è un romanzo di Tom Clancy decisamente atipico, in quanto basato su un videogioco creato dallo stesso Clancy ambientato su un sottomarino nucleare d'attacco della classe Los Angeles migliorata (688I).

## Trama
La Cina, che ha appena vissuto un cambiamento della propria classe dirigente, per appropriarsi di cospicue risorse naturali occupa militarmente le isole Spratly, situate nel mar cinese meridionale e contese tra Cina, Filippine, Malaysia e Viet Nam, sequestrando inoltre una nave americana che eseguiva delle prospezioni petrolifere nell'area.
Gli Stati Uniti reagiscono inviando lo USS Cheyenne nell'area, con l'obiettivo di contrastare il gruppo navale cinese che opera nell'area, in attesa dei rinforzi costituiti dal gruppo da battaglia della portaerei Independence. Durante il viaggio da San Diego a Honolulu, questo viene attaccato da un sottomarino nucleare cinese della classe Han, e reagisce affondandolo; dopo l'arrivo contribuisce ad affondare un altro Han nei pressi di Honolulu.
Dopo un attacco a varie unità leggere, il Cheyenne estende il proprio raggio di azione fino a colpire con missili Tomahawk una base posta su una piattaforma petrolifera.

## Edizioni
- Tom Clancy, Quota Periscopio, RCS Libri, 2002.